# Maratas
Los marata o pueblo marata, también conocidos como maratha, marathis o maharashtrianos, son un grupo etnolingüístico que habla como lengua materna el maratí, también conocido como marathi, una lengua indoaria. Habitan el estado de Maharashtra, India. 
Cuando en 1960 se realizó la reorganización lingüística de los estados, sobre la base de Maharashtra se formó así un estado de habla maratí. El término 'marata' es generalmente utilizado por los historiadores para referirse a todos los pueblos de habla maratí, independientemente de su casta. En la actualidad, sin embargo, se refiere a un conjunto de castas de Maharashtra llamadas maratha.
La comunidad maratí adquirió prominencia política en el siglo XVII cuando los maratas, bajo Shivaji, establecieron el Imperio marata, al que se le atribuye en gran medida el fin del dominio mogol.

## Historia

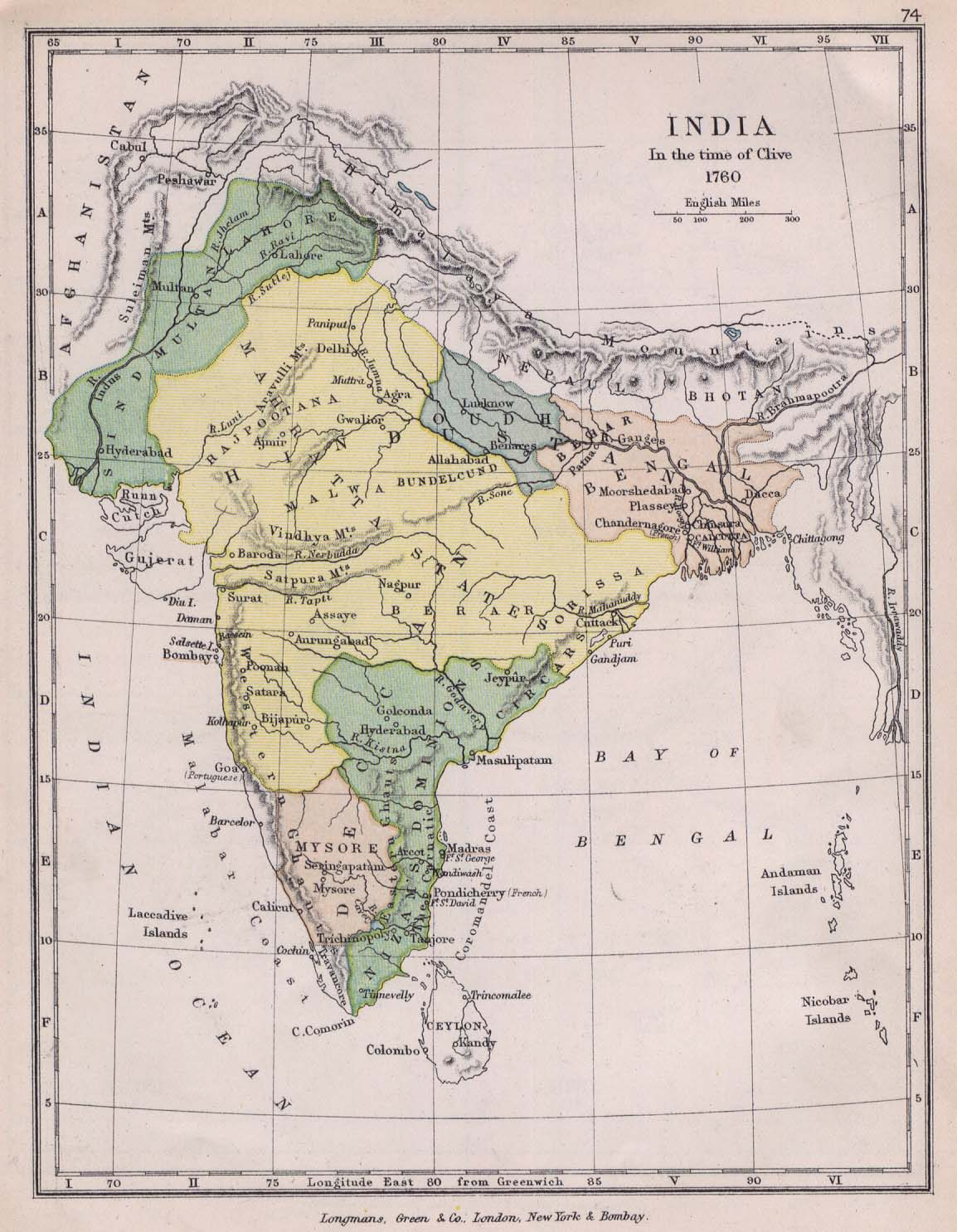
Territorio bajo el control marata en 1760 (en amarillo), sin sus estados vasallos.

Durante el período antiguo, alrededor del 230 a. C., Maharashtra estuvo bajo el dominio de la dinastía Satavahana, que gobernó la región durante 400 años. La dinastía Vakataka gobernó Maharashtra desde el siglo III hasta el siglo V. La dinastía Chalukya gobernó Maharashtra desde el siglo VI hasta el siglo VIII. Los dos gobernantes más importantes fueron Pulakeshin II, que derrotó al emperador Jarsha Vardhana del norte de la India, y Vikramaditya II, que derrotó a los invasores árabes en el siglo VIII. La dinastía Rashtrakuta gobernó Maharashtra desde el siglo VIII al X. Un viajero árabe llamado Sulaiman describió al gobernante de la dinastía Rashtrakuta (Amoghavarsha) como 'uno de los 4 grandes reyes del mundo'. Desde principios del siglo XI hasta el siglo XII, la meseta del Decán estuvo dominada por el Imperio de los chalukya occidentales y la dinastía Chola.
La dinastía Seuna, también conocida como la dinastía Yadava de Devagiri, gobernó Maharashtra desde el siglo XIII hasta el siglo XIV. Los yadavas fueron derrotados por los khaljis en 1321. Después de la derrota yadav, la zona fue gobernada durante los siguientes 300 años por una sucesión de gobernantes musulmanes que incluían (en orden cronológico): los khaljis, los tughlaqs, el sultanato bahmaní y sus estados sucesores, los llamados sultanatos del Decán como Adilshahi, Nizamshahi y el Imperio mogol.
El período temprano del dominio islámico vio atrocidades como la destrucción de templos, la imposición del impuesto yizia a los no musulmanes o las conversiones forzosas. Sin embargo, con el tiempo, la población principalmente hindú y sus gobernantes islámicos llegaron a un acuerdo. Durante la mayor parte de este período, los brahmanes estaban a cargo de las cuentas, mientras que la recaudación de ingresos estaba en manos de los maratas, que tenían watans (derechos hereditarios) de patilki (recaudación de ingresos a nivel de aldea) y deshmukhi (recaudación de ingresos en un área más grande). Varias familias como Bhosale, Shirke, Ghorpade, Jadhav, More, Mahadik, Ghatge o Nimbalkar sirvieron lealmente a diferentes sultanes en diferentes períodos del tiempo. Todos los watandar consideraron su watan como una fuente de poder económico y orgullo y se mostraron reacios a desprenderse de él. Los watandar fueron los primeros en oponerse a Shivaji porque perjudicaba sus intereses económicos. Dado que la mayoría de la población era hindú y hablaba maratí, incluso sultanes como Ibrahim Adil Shah I adoptaron el maratí como idioma de la corte para la administración y el mantenimiento de registros. El dominio islámico también llevó al uso del vocabulario persa en el idioma maratí. Según Kulkarni, para las élites de la época, el uso de palabras en persa era un símbolo de estatus. Los apellidos derivados del servicio durante ese período, como Fadnis, Chitnis, Mirasdar, etc., todavía están en uso.
La mayoría de los santos poetas maratíes Bhakti, que adoraban al dios hindú Vitthal, pertenecen al período comprendido entre finales de Yadava y finales de la era islámica. Estos incluyen Dnyaneshwar, Namdev, Eknath, Bahinabai y Tukaram. Otras figuras religiosas importantes de esta era fueron Narsimha Saraswati, y el fundador de la secta Mahanubhava, Chakradhar Swami. Todos ellos usaron el idioma maratí en lugar del sánscrito para sus composiciones devocionales y filosóficas.
El declive del dominio islámico en el Decán comenzó cuando Shivaji (1630-1680), que pertenecía a la casta de los shudrás, se ganó el apoyo popular defendiendo la causa hindú, fundó el Imperio marata al anexar una parte del sultanato de Bijapur, conquistando las regiones de Desh y Konkan de los Adilshahi, y estableció el Hindavi Swaraj ('autogobierno del pueblo hindú'). Sus correrías entre 1646 y 1680 contra los mogoles por todo el centro de la India son famosas y los relatos sobre sus hazañas siguen siendo populares entre los narradores itinerantes. Está considerado un héroe sobre todo en el estado de Maharashtra, y especialmente en Bombay. Shivaji por su liderazgo en las rebeliones contra el gobierno mogol, se convirtió en el símbolo de la resistencia hindú y el autogobierno.
A los maratas se les atribuye en gran medida el fin del gobierno mogol en la India.
Después de la muerte de Shivaji, los mogoles, que habían perdido un territorio significativo ante el Imperio marata bajo su mando, invadieron Maharashtra en 1681. El hijo de Shivaji, Sambhaji, dirigió el Imperio marata contra su oponente mogol, mucho más poderoso, pero en 1689, después de ser traicionado, fue capturado, torturado y asesinado por el emperador mogol, Aurangzeb. La guerra contra los mogoles fue liderada por el hermano menor y sucesor de Sambhaji, Rajaram I. Tras la muerte de Rajaram en 1700, su viuda Tarabai tomó el mando de las fuerzas del Imperio marata y ganó muchas batallas contra los mogoles. En 1707, tras la muerte de Aurangzeb, la Guerra de los 27 años entre el debilitado Imperio mogol y el Imperio marata llegó a su fin.
Cuando llegó al poder Shahu I en 1707, nieto de Shivaji, el dominio marata prosiguió gracias a los peshwa, ministros con cargo hereditario que controlaron el ejército y se convirtieron en los auténticos gobernantes de facto del imperio. Es la denominada era de los peshwas pertenecientes a la familia Bhat. Durante su gobiernoo, el imperio dominó la mayor parte del subcontinente indio, continuando su expansión con célebres peshwas como Bajirao I y sus descendientes, los shindes, gaekwad, pawar, bhonsale de Nagpur y los holkars. El Imperio en su apogeo se extendía desde el norte de Tamil Nadu en el sur, hasta Peshawar (actual Khyber Pakhtunkhwa) en el norte y Bengala en el este. La ciudad de Pune, bajo los peshwa, se convirtió en la sede imperial con recepción para enviados, embajadores y miembros de la realeza que venían de lejos y de cerca. Sin embargo, después de la tercera batalla de Panipat en 1761, en la que Ahmad Shah Abdali, venido de Afganistán, derrotó al Imperio marata, el imperio se dividió en muchos reinos independientes. Debido a los esfuerzos de Mahadji Shinde, continuó como una confederación hasta que la Compañía Británica de las Indias Orientales derrotó al peshwa Bajirao II. Varios estados del Imperio marata permanecieron como vasallos de los británicos hasta 1947 cuando accedieron a la Unión de la India.
El Imperio marata también desarrolló una potente armada costera alrededor de la década de 1660. En su apogeo bajo el almirante koli marata Kanhoji Angre, la fuerza naval dominaba las aguas territoriales de la costa occidental de la India desde Bombay a Sawantwadi. Se dedicaría a atacar a los barcos británicos, portugueses, holandeses y de los Siddi. La Armada marata dominó hasta alrededor de la década de 1730, y estaba en un estado de declive en la década de 1770, dejando de existir en 1818.

## Religión
La mayoría de los maratas son hinduistas. Las minorías religiosas incluyen musulmanes, budistas, jainistas, cristianos y judíos.